# Hualtaco III El Porvenir
Hualtaco III El Porvenir es un caserío peruano ubicado en el distrito de Tambogrande, perteneciente a la provincia y departamento de Piura, al norte del Perú. 

## Ubicación
Hualtaco III El Porvenir se ubica al norte de la provincia de Piura, en el distrito de Tambogrande, en el departamento de Piura.

## Demografía
En 2017 Hualtaco III El Porvenir tenía una población de 258 habitantes.
| Gráfica de evolución demográfica de Hualtaco III El Porvenir entre 1993 y 2017 |
|                                                                                |
| Fuentes: Población 1993 (junto con Hualtaco III CP10) y 2017                   |